# Jaume Padrós i Montoriol
Jaume Padrós i Montoriol   (Igualada, 26 d'agost de 1926 - Manresa, 15 d'abril de 2007) fou un compositor i pianista català.
Especialment lligat al cercle de Manuel de Falla, va residir a Alemanya. La seva estètica com a compositor oscil·lava entre Wagner i Webern.

## Discografia
Joan Maragall: poemes dits per Pau Garsaball; petits preludis musicals de Jaume Padrós (Edigsa, 1962)